# Teoria oczekiwanej użyteczności
Teoria oczekiwanej użyteczności (ang. expected utility hypothesis) to hipoteza w teorii ekonomii dotycząca postępowania osób w warunkach ryzyka. Zgodnie z tą hipotezą, indywidualne osoby posiadają, lub zachowują się tak jakby posiadały, funkcję użyteczności {\displaystyle U(\cdot )} zdefiniowaną na zbiorze pewnych alternatyw {\displaystyle S} i w obliczu ryzyka, gdy muszą wybrać losowe zdarzenie z wynikami w tym zbiorze, czynią to w taki sposób, aby zmaksymalizować wartość oczekiwaną funkcji użyteczności {\displaystyle U(\cdot ).}

## Teoria użyteczności a teoria oczekiwanej użyteczności
Podczas gdy teoria użyteczności jest teorią wyboru spośród alternatyw, które są nielosowe, teoria oczekiwanej użyteczności dotyczy modelowania wyboru konsumenta, gdy wybiera on nie pomiędzy zdarzeniami pewnymi, ale loteriami sformalizowanymi przy pomocy zmiennych losowych, których możliwe wyniki należą do zbioru dostępnych, pewnych alternatyw {\displaystyle S.}
Zasadniczo elementy zbioru {\displaystyle S} dostępnych alternatyw mogą być dowolne. Na przykład mogą one opisywać stan majątkowy lub jego zmianę wyrażoną w jednostkach pieniężnych (np. otrzymanie miliona złotych w gotówce), wielowymiarowe koszyki konsumpcji (np. sytuację w której konsument posiada dom i samochód, albo sytuację, gdy jego dom i samochód zostały zniszczone na skutek pożaru), strumienie konsumpcji w czasie (np. zakup nowego komputera dziś lub zakup nowego komputera za rok) lub zupełnie abstrakcyjne alternatywy, którym normalnie trudno przypisać wartość numeryczną (na przykład miesiąc miodowy na Hawajach). Jedynym istotnym ograniczeniem jest aby elementy zbioru {\displaystyle S} były nielosowe. Dlatego otrzymanie miliona złotych w gotówce może być elementem zbioru {\displaystyle S,} ale los na loterię, w której główną wygraną jest milion złotych nie jest zdarzeniem pewnym, a zatem nie może być elementem zbioru {\displaystyle S.}
W teorii użyteczności, która jest punktem wyjścia do teorii oczekiwanej użyteczności, zakłada się, że każdemu elementowi {\displaystyle x} ze zbioru {\displaystyle S,} decydent potrafi przyporządkować pewną wartość użyteczności {\displaystyle U(x).} Z drugiej strony teoria oczekiwanej użyteczności wymaga zdefiniowania funkcji oczekiwanej użyteczności {\displaystyle V(p),} która zdefiniowana jest na zbiorze {\displaystyle P} loterii, zdefiniowanych jako zmienne losowe, których możliwe wyniki należą do zbioru możliwych alternatyw {\displaystyle S.} Zatem los na loterię, w której główną wygraną jest milion złotych z przykładu powyżej, mimo że nie jest elementem zbioru {\displaystyle S,} jest elementem zbioru {\displaystyle P.}
Różnorodność jaką mogą charakteryzować się elementy zbioru {\displaystyle S} sprawia, że teorię użyteczności oczekiwanej stosuje się powszechnie niemal w każdej dziedzinie ekonomii, zarówno teoretycznej, jak i praktycznej, w której występuje ryzyko, na przykład w rachunku ubezpieczeniowym czy przy podejmowaniu decyzji inwestycyjnych.
Drugą znaczącą różnicą pomiędzy teorią użyteczności i teorią oczekiwanej użyteczności jest to, że teoria użyteczności oczekiwanej nakłada bardzo specyficzny warunek na postać funkcji użyteczności. W teorii użyteczności, jeżeli {\displaystyle U(x)} jest funkcją użyteczności z dziedziną na zbiorze {\displaystyle S,} wówczas każda funkcja {\displaystyle g(U(x)),} gdzie {\displaystyle g()} jest funkcją rosnącą prowadzi do takich samych wniosków. W teorii oczekiwanej użyteczności funkcja oczekiwanej użyteczności {\displaystyle V(p)} jest związana z funkcją użyteczności {\displaystyle U(x)} przy pomocy wzoru
{\displaystyle V(p)=\int U(x)dF_{p}(x)} gdzie {\displaystyle F_{p}(x)} jest dystrybuantą rozkładu prawdopodobieństwa zmiennej losowej {\displaystyle p.}
Ze względu na to, że wartość oczekiwana jest operatorem liniowym, teoria oczekiwanej użyteczności prowadzi do takich samych wniosków dla funkcji użyteczności {\displaystyle U(x)} i {\displaystyle g(U(x)),} tylko wówczas gdy {\displaystyle g()} jest rosnącą funkcją liniową, tzn. {\displaystyle g(t)=at+b,} gdzie {\displaystyle a>0.}

## Aksjomatyka
Teorię oczekiwanej użyteczności rozważano już w pierwszej połowie XVIII wieku, jednak jej współczesna zaksjomatyzowana wersja została rozwinięta dopiero w połowie XX wieku. W zależności od kontekstu, istnieje wiele różnych formalnych sposobów aksjomatyzacji teorii oczekiwanej użyteczności. Najbardziej powszechny z nich wymaga aby relacja preferencji decydenta {\displaystyle p\preccurlyeq q} określona na zbiorze {\displaystyle P,} którego elementami są dostępne mu do wyboru zmienne losowe, spełniała następujące cztery aksjomaty: zupełności, przechodniości, ciągłości i niezależności.

### Aksjomat zupełności
Aksjomat zupełności, niekiedy nazywany aksjomatem kompletności i zwrotności, mówi, że relacja preferencji decydenta jest spójna. Formalnie:
{\displaystyle \forall _{p,q\in P}} zachodzi jedna i tylko jedna z następujących relacji: {\displaystyle p\preccurlyeq q,q\preccurlyeq p,p=q}
Intuicyjnie oznacza to, że osoba potrafi porównać każde dwie loterie jakie może mieć do wyboru.

### Aksjomat przechodniości
Aksjomat przechodniości, niekiedy nazywany aksjomatem tranzytywności, mówi, że relacja preferencji decydenta jest przechodnia. Formalnie:
{\displaystyle \forall _{p,q,r\in P}\;p\preccurlyeq q\land q\preccurlyeq r\implies p\preccurlyeq r}

### Aksjomat ciągłości
Aksjomat ciągłości mówi, że relacja preferencji decydenta jest ciągła w następującym sensie:
{\displaystyle \forall _{p\preccurlyeq q\preccurlyeq r}\;\exists _{\lambda \in [0,1]}\;q=\lambda p+(1-\lambda )r}

### Aksjomat niezależności
Aksjomat niezależności, niekiedy nazywany aksjomatem substytucji, mówi, że relacja preferencji ma następującą własność:
{\displaystyle \forall _{p,q,r\in P}\;\forall _{\lambda \in [0,1]}\;p\preccurlyeq q\iff \lambda p+(1-\lambda )r\preccurlyeq \lambda q+(1-\lambda )r}
Aby zrozumieć intuicyjnie aksjomat niezależności załóżmy, że osoba woli loterię {\displaystyle p} niż {\displaystyle q,} czyli {\displaystyle q\preccurlyeq p.} Wówczas loterię {\displaystyle \lambda p+(1-\lambda )r} można interpretować jako sytuację, w której rzuca się niesymetryczną monetą i w przypadku orła, z prawdopodobieństwem {\displaystyle \lambda ,} otrzymuje prawo uczestnictwa w loterii {\displaystyle p,} zaś w przypadku reszki, z prawdopodobieństwem {\displaystyle 1-\lambda ,} otrzymuje prawo uczestnictwa w loterii {\displaystyle r.} Analogicznie można interpretować zapis {\displaystyle \lambda q+(1-\lambda )r.} Mając do wyboru {\displaystyle \lambda p+(1-\lambda )r} lub {\displaystyle \lambda q+(1-\lambda )r,} przed rzutem monetą, można rozumować następująco. Jeżeli wypadnie reszka, z prawdopodobieństwem {\displaystyle 1-\lambda ,} w obu przypadkach osoba ma prawo uczestnictwa w loterii {\displaystyle r,} więc powinna być obojętna pomiędzy obiema opcjami. Z drugiej strony, w przypadku orła, z prawdopodobieństwem {\displaystyle \lambda ,} osoba ma do wyboru loterię {\displaystyle p} w pierwszym przypadku i loterię {\displaystyle q} w drugim przypadku. W związku, z tym, że założyliśmy, że osoba woli loterię {\displaystyle p} niż {\displaystyle q,} powinna ona zatem preferować wybór {\displaystyle \lambda p+(1-\lambda )r} od wyboru {\displaystyle \lambda q+(1-\lambda )r.}

### Twierdzenie o reprezentacji
Podobnie jak w standardowej teorii wyboru konsumenta bez ryzyka, pierwsze trzy aksjomaty pozwalają udowodnić tak zwane twierdzenie o reprezentacji. Mówi ono, że istnieje funkcja użyteczności {\displaystyle V()} z dziedziną na zbiorze loterii i wartościach rzeczywistych reprezentująca relację preferencji {\displaystyle \preccurlyeq } w takim sensie, że {\displaystyle p\preccurlyeq q} wtedy i tylko wtedy gdy {\displaystyle V(p)\leqslant V(q).} Co więcej, z aksjomatu niezależności dodatkowo wynika, że funkcja użyteczności {\displaystyle V()} reprezentująca preferencje {\displaystyle \preccurlyeq } na loteriach musi być funkcją liniową prawdopodobieństw, tzn. {\displaystyle V(p)=\int U(x)dF_{p}(x)} gdzie {\displaystyle F_{p}(x)} jest dystrybuantą rozkładu prawdopodobieństwa zmiennej losowej {\displaystyle p.}

## Historia
Idea, że ludzie mogą maksymalizować wartość oczekiwaną abstrakcyjnej funkcji użyteczności zamiast maksymalizować po prostu monetarną wartość oczekiwaną została zaproponowana niezależnie przez matematyków, Gabriela Cramera i Daniela Bernoulliego jako rozwiązanie problemu postawionego przez kuzyna Daniela, Nicolausa Bernoulliego. Problem ten znany jest obecnie jako paradoks petersburski.
Prawie 200 lat później, paradoks petersburski został uogólniony przez Karla Mengera, który w 1934 roku zauważył, że jeżeli funkcja użyteczności jest nieograniczona, wówczas można skonstruować przykłady, które mają nieskończoną wartość oczekiwaną funkcji użyteczności, a co za tym idzie nieskończony ekwiwalent pewności. W świetle tego wyniku powszechnie zaczęto wprowadzać dodatkowe założenie, że funkcja użyteczności powinna być ograniczona.
Pierwsze formalne podejście aksjomatyczne do teorii oczekiwanej użyteczności zostało przedstawione przez Franka Ramseya w 1926 roku. Analiza Ramseya nie miała jednak dużego wpływu na literaturę ekonomiczną, być może dlatego, że jego rozważania motywowane były bardziej filozofią niż teorią ryzyka.
Pierwsza aksjomatyzacja teorii oczekiwanej użyteczności, która przyciągnęła powszechną uwagę znalazła się w wydanej w 1944 roku książce Theory of Games and Economic Behavior autorstwa Johna von Neumanna i Oskara Morgensterna, w której sformułowali oni współczesne podstawy teorii gier. Jednym z czynników, który opóźnił akceptację teorii wśród ekonomistów było niezrozumienie znaczenia aksjomatu niezależności, który nie występował jawnie w pracy von Neumanna i Morgensterna. Dlatego początkowo niektórzy naukowcy tacy jak Paul Samuelson czy William Baumol nie widzieli powodów dla których preferencje muszą być liniowym funkcjonałem rozkładu prawdopodobieństwa. Dopiero sformułowanie aksjomatu niezależności w 1952 roku oraz uświadomienie sobie, że został on w domyśle założony przez von Neumanna i Morgensterna doprowadziło do niemal powszechnej akceptacji teorii oczekiwanej użyteczności, zarówno jako teorii normatywnej, jak i pozytywnej. Praktycznie jedynym głosem sprzeciwu był głos Maurice’a Allais, którego słynny paradoks, jak i prace teoretyczne i eksperymentalne doprowadziły do ponownego wzrostu zainteresowania alternatywnymi teoriami w latach 70. i 80.

## Badania empiryczne i alternatywne teorie
Liczne badania empiryczne dowiodły, że funkcja użyteczności ogólnie nie jest liniową funkcją prawdopodobieństw. Pierwszy, i bez wątpienia najbardziej znany tego przykład to tak zwany paradoks Allais, sformułowany po raz pierwszy w 1952 roku przez ekonomistę francuskiego, Maurice’a Allais, późniejszego laureata Nagrody Banku Szwecji im. Alfreda Nobla w dziedzinie ekonomii.
W świetle wyników tych eksperymentów, rozpoczęto rozwijać teorie alternatywne do teorii oczekiwanej użyteczności, zazwyczaj będące jej uogólnieniem, charakteryzujące się nieliniowością, a jednocześnie będące w stanie wyjaśnić inne uznane własności preferencji w obliczu ryzyka, takie jak awersja do ryzyka czy dominacja stochastyczna. Należą do nich między innymi teoria oczekiwanego żalu (ang. expected regret theory) oraz teoria perspektywy (ang. prospect theory) zaproponowana w 1979 roku przez Daniela Kahnemana i Amosa Tversky’ego. Między innymi za nią Kahneman został uhonorowany Nagrodą Banku Szwecji im. Alfreda Nobla w dziedzinie ekonomii w 2002 roku.